# Oenothalia paluma
Oenothalia paluma är en fjärilsart som beskrevs av William Schaus 1938. Oenothalia paluma ingår i släktet Oenothalia och familjen mätare. Inga underarter finns listade i Catalogue of Life.